# Kasteel van Grézan
Het Kasteel van Grézan (Frans: Château de Grézan) is een kasteel in de Franse gemeente Laurens. Het kasteel is een beschermd historisch monument sinds 1993.